# Alectra capensis
Alectra capensis är en snyltrotsväxtart som beskrevs av Carl Peter Thunberg. Alectra capensis ingår i släktet Alectra och familjen snyltrotsväxter. Inga underarter finns listade i Catalogue of Life.